# 1988年美國
|        | 美國歷史 \| 美國歷史年表                                                                                                   |
| 世紀： | 19世紀美國 \| 20世紀美國 \| 21世紀美國                                                                                     |
| 年代： | 1950年代美國 \| 1960年代美國 \| 1970年代美國 \| 1980年代美國 \| 1990年代美國 \| 2000年代美國 \| 2010年代美國               |
| 年份： | 1984年美國 \| 1985年美國 \| 1986年美國 \| 1987年美國 \| 1988年美國 \| 1989年美國 \| 1990年美國 \| 1991年美國 \| 1992年美國 |
| 紀年： | 美国独立212周年 |

## 聯邦政府

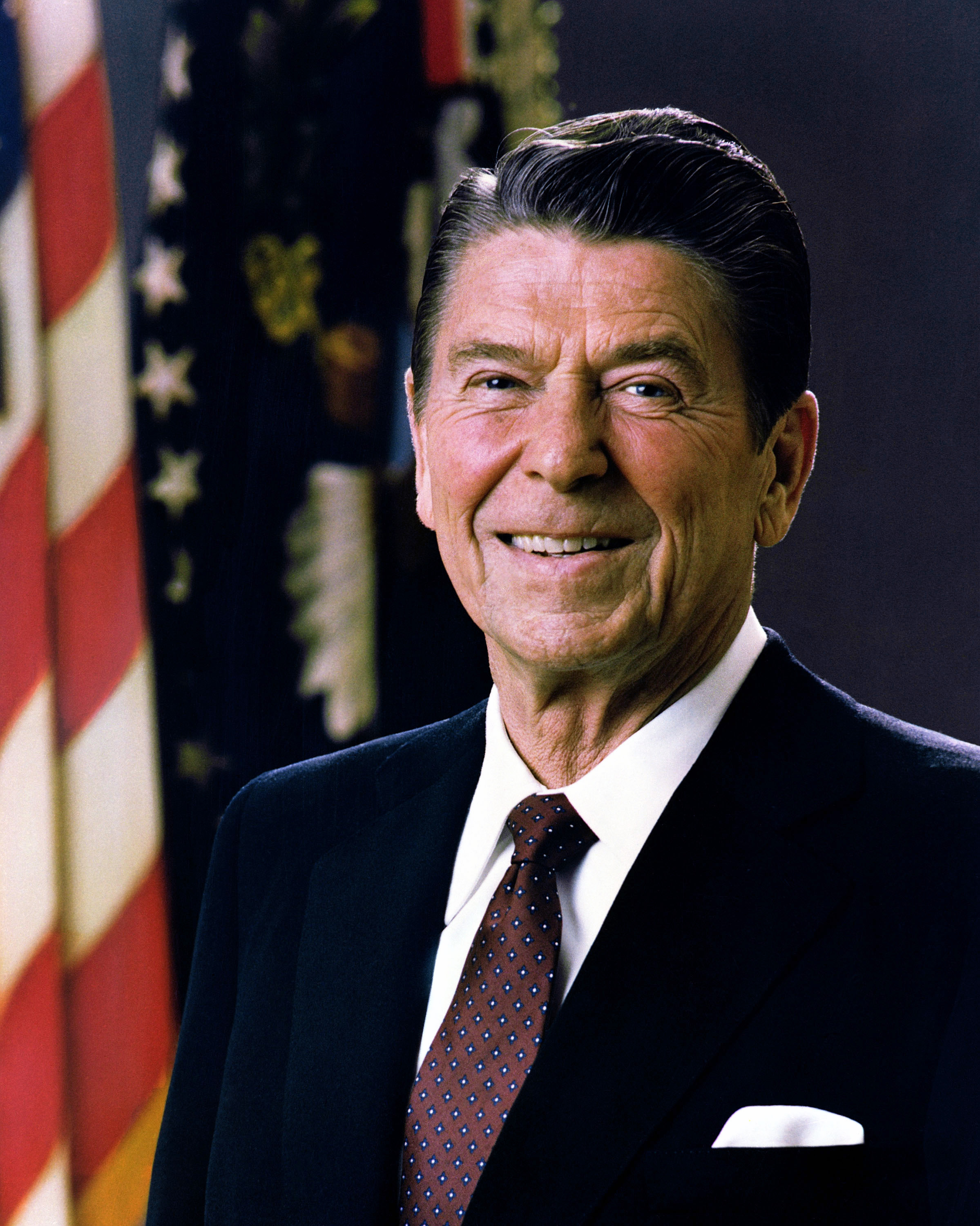
總統：罗纳德·里根
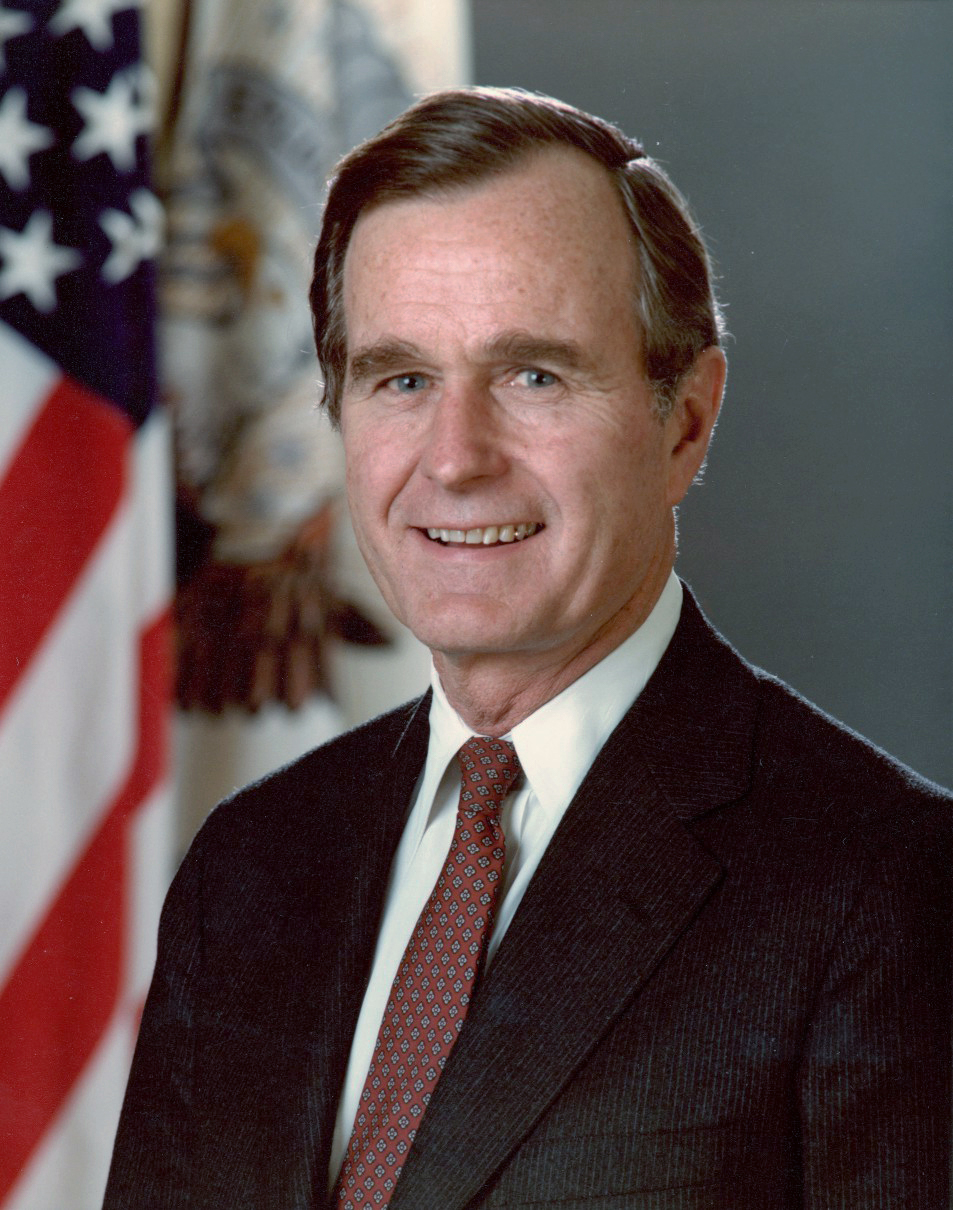
副總統：乔治·赫伯特·沃克·布什
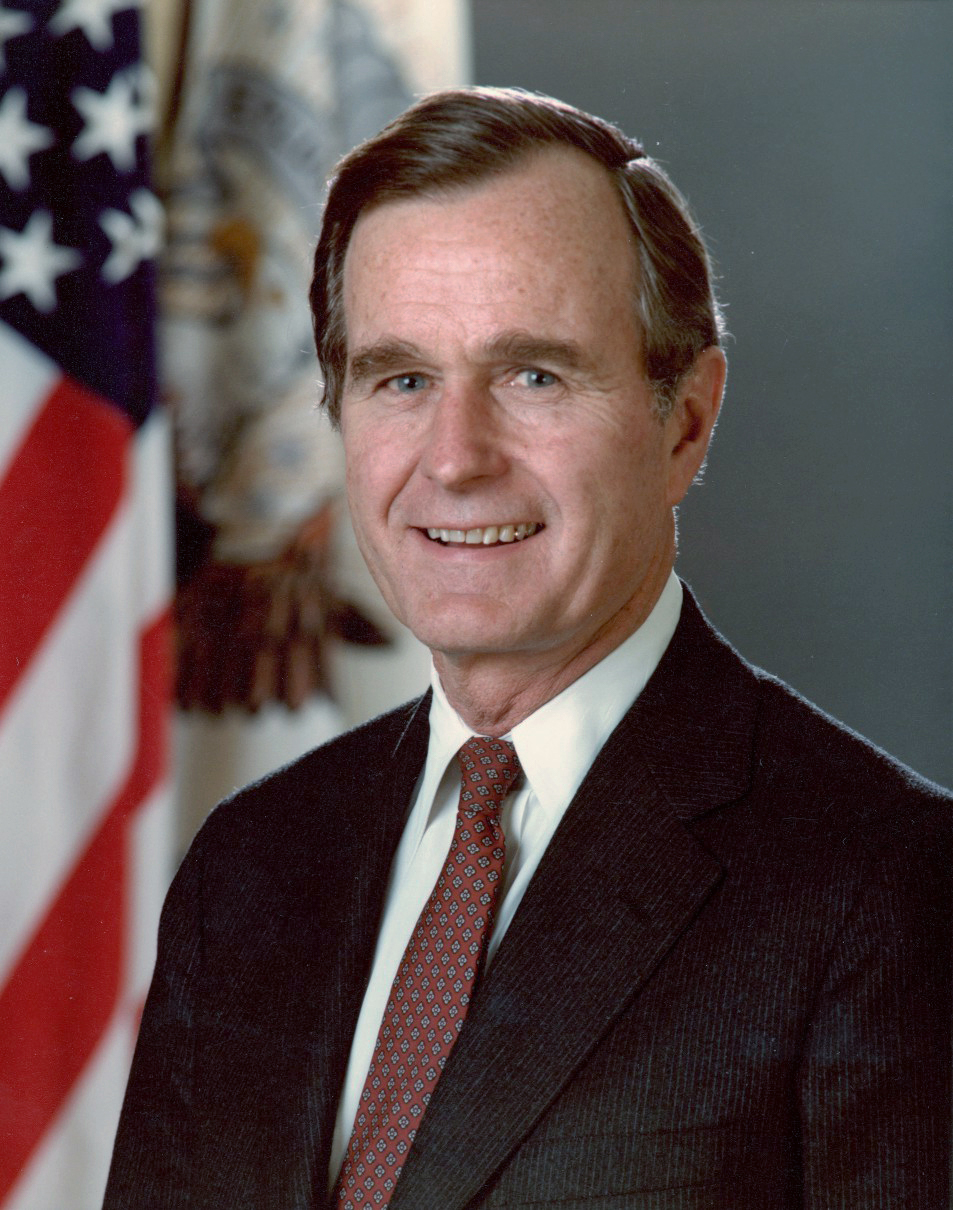
參議院議長：喬治·赫伯特·華克·布希（副總統兼任）
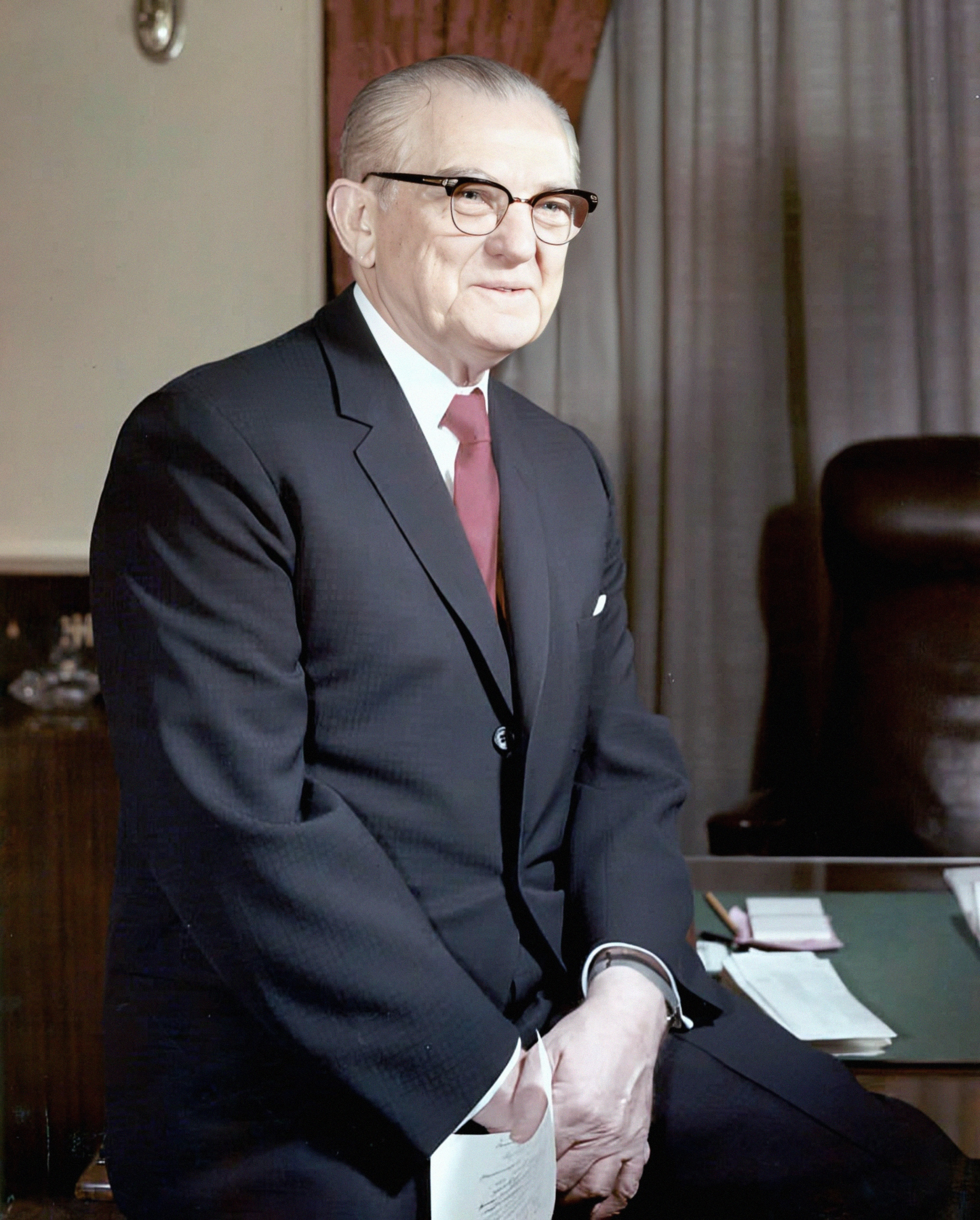
參議院臨時議長：約翰·C·史坦尼斯
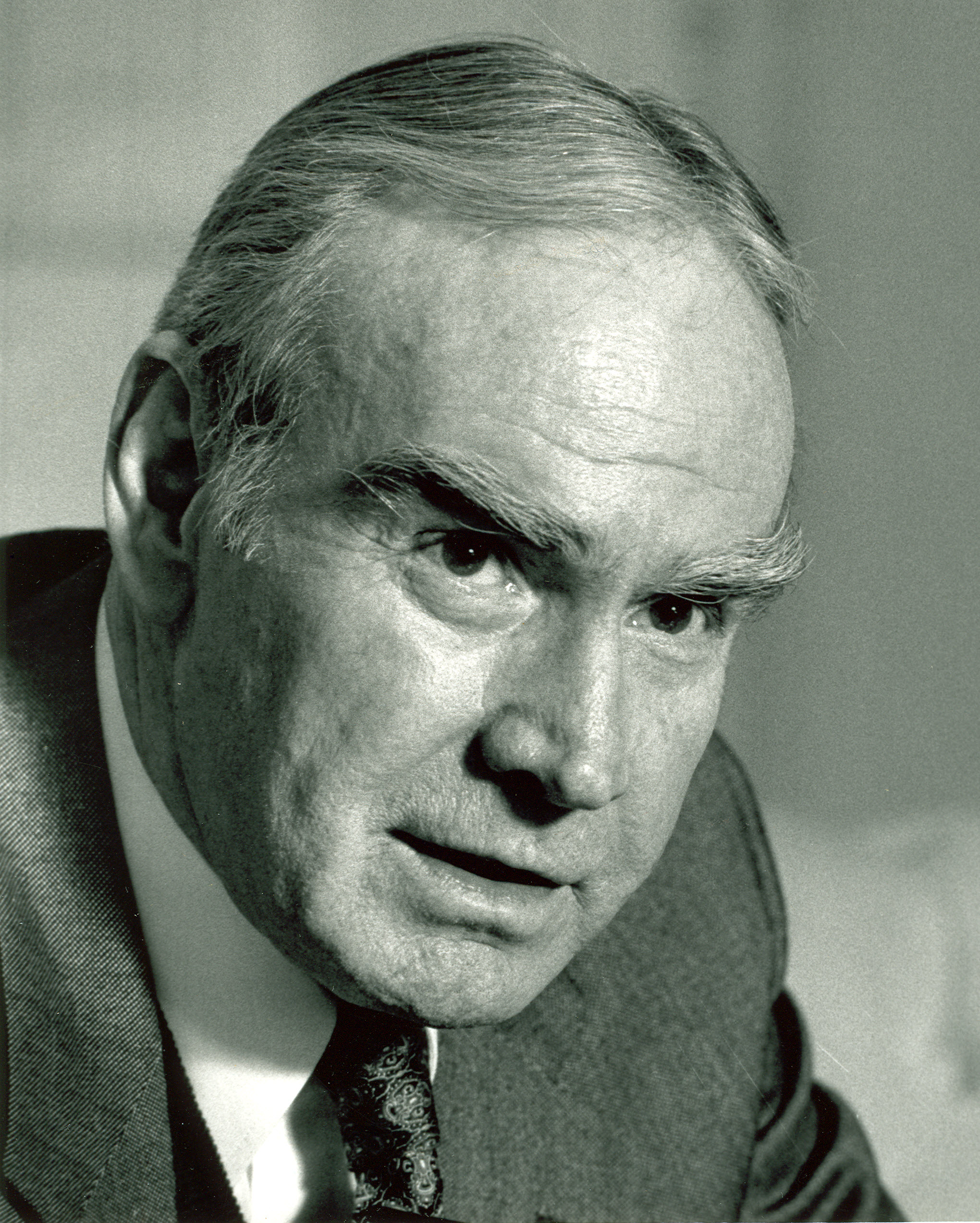
眾議院議長：吉姆·賴特
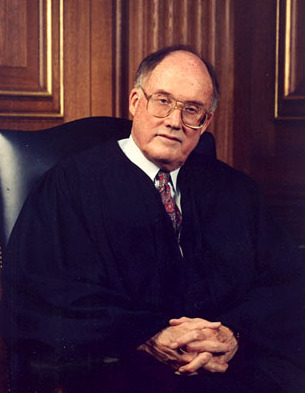
首席大法官：威廉·伦奎斯特

## 大事記

### 5月
- 5月31日——美國總統雷根訪問蘇聯，對莫斯科大學600名學生發表演說。

### 10月
- 10月27日——雷根總統決定拆除新建完工的美國駐莫斯科大使館，因為蘇聯當局在建築物裏安裝了監聽裝置。

### 11月
- 11月2日——第一個經由網路傳播的電腦蠕蟲－莫里斯蠕蟲自美國麻省理工學院開始蔓延，感染了約6,000台Unix電腦，造成1千萬至1億美元的損失。由羅伯特·泰潘·莫里斯編寫，他最終被判3年緩刑、400小時社區服務及10,000美元罰金。
- 11月8日——美國總統選舉，承接罗纳德·里根的光環，乔治·沃克·布什壓倒性當選第41任總統。